# Немогућа мисија: Отпадничка нација
Немогућа мисија: Отпадничка нација (енгл. Mission: Impossible – Rogue Nation) је амерички акциони шпијунски филм из 2015. године, редитеља и сценаристе Кристофера Макворија. Наставак је филма Немогућа мисија: Протокол Дух (2011) и пети је филм у истоименом серијалу. Продуценти филма су Том Круз, Џеј-Џеј Ејбрамс, Брајан Бурк, Дејвид Елисон, Дана Голдберг и Дон Грејнџер. Музику је компоновао Џо Кремер. Главну улогу тумачи Круз као агент Итан Хант, док су у осталим улогама Џереми Ренер, Сајмон Пег, Ребека Фергусон, Винг Рејмс, Шон Харис и Алек Болдвин. Прича прати агента Агенције за немогуће мисије (ИМФ) Итана Ханта (Круз) и његов тим, који након распуштања агенције морају потајно да се боре против Синдиката, међународне терористичке мреже високо обучених агената.
Маквори, који је непотписан преправио делове сценарија претходног филма, најављен је као режисер Отпадничке нације у августу 2013. године. У јулу наредне године је потврђено да ће Круз, Ренер, Пег и Рејмс поновити своје улоге из претходних филмова, док су се Фергусонова, Харис и Болдвин придружили до октобра. Филм је сниман од августа 2014. до марта 2015. у Бечу, Казабланки, Лондону и Хартфордширу. Наслов филма откривен је у марту 2015. године.
Филм је премијерно приказан 23. јула 2015. у Бечкој државној опери, док је у америчким биоскопима објављен недељу дана касније. Добио је позитивне критике критичара, који су нарочито похвалили акционе сцене, глуму, сценарио и режију. Зарадио је преко 682 милиона долара широм света, по чему је осми најуспешнији филм из 2015. године. Наставак, Немогућа мисија: Разилажење, премијерно је приказан 2018. године.

## Радња
Агент Агенције за немогуће мисије (ИМФ) Итан Хант пресреће пошиљку нервног гаса коју преноси Синдикат, конзорцијум одметнутих теренских оперативаца из различитих обавештајних агенција које Итан прати. Касније, на станици ИМФ-а у Лондону, Итанов извештај је из самог Синдиката, што указује да су и он и агенција компромитовани. Док је онесвешћен гасом, приморан је да гледа како оперативца станице убија плавокоси мушкарац са наочарима.
У Вашингтону, директор ЦИА-е Алан Ханли убеђује сенатски одбор да распусти и асимилује ИМФ у ЦИА због недавног догађаја у Русији, а бивши агенти ИМФ-а Бенџи Дан и Вилијам Брант почињу да раде за ЦИА под строгим надзором и обезбеђењем због сумње у постојање Синдиката. Итан се буди и бежи из одаје за мучење коју води бивши агент КГБ-а Јаник Винтер, уз помоћ мистериозне жене. Шест месеци касније, Итан, сада тражени бегунац, тајно преноси информације о Синдикату Бенџију, који касније добија карте за Турандот у извођењу Бечке државне опере. По доласку Бенџија у Беч, Итан га замоли да помогне у проналажењу плавокосог човека.
Уместо њега, проналазе жену, за коју је касније откривено да је тајни агент МИ6 Илса Фауст, и неколико других убица Синдиката који планирају да убију аустријског канцелара. Итан спречава почетни хитац и бежи са Илсом, али канцелар касније бива убијен ауто-бомбом. Док их агенти Синдиката јуре, Итан и Бенџи су приморани да напусте Илсу да би заштитили њену маску. Ханли криви Итана и Бенџија за смрт канцелара и наређује Одељењу за специјалне активности да их лови и погуби. Брант убеђује бившег агента Лутера Стикела да пронађе Итана пре него што то учини ЦИА. Итан и Бенџи проналазе Илсу у Казабланки, где она идентификује Итановог осумњиченог као одметнутог агента МИ6, Соломона Лејна. Они проваљују у чувану електрану и инфилтрирају се у торус хлађен течношћу како би дошли до дигиталне књиге, украдене од Лејна, која садржи имена оперативаца Синдиката. Међутим, Илса бежи са подацима у Лондон и налази се са својим руководиоцем, шефом МИ6 Атлијем, који их дискретно брише и приморава је да настави свој тајни задатак.
Касније, Лутер и Брант проналазе Бенџија и Итана. Бенџи је направио копију датотеке, а Лутер открива да су подаци шифрована виртуелна црвена кутија британске владе која захтева биометрију британског премијера да би се откључала. Они путују у Лондон, али Лејнови људи отимају Бенџија током састанка тима са Илсом на станици Ватерло и користе га да уцене Итана да му дешифрује и достави податке. Упркос Брантовим протестима, Итан прихвата мисију. Брант потајно открива њихову локацију Ханлију.
У Оксфорду, Ханли, Брант и Атли се састају са британским премијером, који потврђује да је Синдикат био тајни пројекат који је Атли предложио за регрутовање бивших обавештајних агената и обављање мисија без надзора, што је он одбио. Атли се открива као прерушени Итан; он и Брант обезбеђују премијерову биометрију, дозвољавајући Лутеру да дешифрује фајл. Када прави Атли стигне, Итан га приморава да призна да је потајно основао Синдикат без премијеровог знања пре него што га је Лејн отео и подметнуо Илси.
Испоставља се да фајл није списак оперативаца Синдиката, већ заправо приступ суми од 2,4 милијарде фунти на бројним рачунима. Итан уништава податке након што је закључио да Лејн планира да финансира Синдикат овим новцем. Стигавши на састанак, Итан проналази Бенџија, који је везан за бомбу, и Илсу. Итан каже Лејну да је запамтио податке и нуди себе у замену за Бенџијеву безбедност, иако није могао да запамти све. Бенџи бежи након што је бомба деактивирана, док Винтерови људи јуре Итана и Илсу кроз комплекс Лондонске Куле. Илса убија Винтера, док је Лејн, који јури Итана, намамљен у стаклену ћелију и онесвешћен гасом, баш као Итан на почетку филма. Пошто је сведочио успеху ИМФ-а из прве руке, Ханли се враћа у сенатску комисију и тврди да је њихов претходни састанак послужио као изговор да помогне Итану да разоткрије и затвори Синдикат као нову мисију, убеђујући комитет да поново покрене ИМФ. Након састанка, Брант поздравља Ханлија као новог секретара ИМФ-а.

## Улоге
| Глумац          | Улога                          |
| --------------- | ------------------------------ |
| Том Круз        | Итан Хант                      |
| Џереми Ренер    | Вилијам Брант                  |
| Сајмон Пег      | Бенџи Дан                      |
| Ребека Фергусон | Илса Фауст                     |
| Винг Рејмс      | Лутер Стикел                   |
| Шон Харис       | Соломон Лејн                   |
| Сајмон Макберни | Атли                           |
| Џанг Ђингчу     | Лорен                          |
| Том Холандер    | премијер Уједињеног Краљевства |
| Јенс Хутлен     | Јаник Винтер                   |
| Алек Болдвин    | Алан Ханли                     |